# لاسي بنغتسون
لاسي بنغتسون (بالسويدية: Lasse Bengtsson)‏ هو صحفي ومقدم تلفزيوني سويدي، ولد في 22 ديسمبر 1951 في بلدية سولنتونا في السويد.